# Alive (Big Bang)
Alive è il sesto album in studio del gruppo musicale sudcoreano, pubblicato il 28 marzo 2012 dalle etichette YGEX e Avex Trax.

## Tracce
1. Alive (Intro) – 0:48
2. Fantastic Baby (Japanese version) – 3:52
3. Blue (Japanese version) – 3:54
4. Love Dust (사랑먼지) – 3:52
5. Feeling – 3:34
6. Ain't No Fun (재미없어) – 3:42
7. Bad Boy (Japanese version) – 3:58
8. Ego – 3:25
9. Wings (날개) – 3:43

## Formazione
- G-Dragon
- Taeyang
- T.O.P
- Daesung
- Seungri